# Doppelgeviertstrich
Der Doppelgeviertstrich (⸺, englisch 2-em dash), auch Überlangstrich, ist in der Typografie ein waagerechter Strich, der zwei Gevierte, also genauso lang wie zwei Geviertstriche (——) ist. Er kennzeichnet in der englischsprachigen Typografie einen Textteil (Wortfolge oder Buchstabenfolge innerhalb eines Wortes), der nicht direkt dargestellt werden soll (z. B. nicht lesbare Textteile oder unangemessene Ausdrücke).
Beispiele (zitiert nach The Chicago Manual of Style):
- “The region gives its —— to the language spoken there.”
- “David H——h [Hirsch?] voted aye.” (In deutscher Typografie wird in diesem Fall zumeist eine Folge von drei oder mehr Sternchen[4] oder Auslassungspunkte verwendet.)

## Darstellung auf Computersystemen
Der Doppelgeviertstrich ist im Unicode-Block Zusätzliche Interpunktion an Position U+2E3A (1183410) seit Unicode Version 6.1 enthalten. In gängigen 8-Bit-Zeichensätzen wie Windows-1252 ist er nicht enthalten. Zu den wenigen Schriftarten, die ihn (Stand Ende 2019) enthalten, gehören beispielsweise Andika, Everson Mono, Segoe UI und Symbola. Das Zeichen kann in verschiedenen Systemen durch Tastenkombinationen oder Codes eingegeben werden:
| System 1                                     | System 1                                     | Doppelgeviertstrich (⸺) |                        |
| -------------------------------------------- | -------------------------------------------- | ----------------------- | ---------------------- |
| Deutsche Standard-Tastaturbelegung E1 und T2 | Deutsche Standard-Tastaturbelegung E1 und T2 | Alt Gr+ä gefolgt von -  | Alt Gr+ä gefolgt von - |
| Microsoft Word                               | Unicodeeingabe                               | 2, E, 3, A, Alt+C 1     |                        |
| XML/HTML                                     | dezimal                                      | &#11834;                |                        |
| XML/HTML                                     | hexadezimal                                  | &#x2E3A;                |                        |
| Unicode                                      | Unicode                                      | U+2E3A                  |                        |